# Zèta-verdeling
In de kansrekening en de statistiek is de zèta-verdeling een discrete kansverdeling op de natuurlijke getallen ongelijk nul, die toepassing vindt in de taalwetenschap.
De zèta-verdeling met parameter {\displaystyle a>1} wordt gegeven door de kansfunctie:
{\displaystyle p(n)={\frac {1}{\zeta (a)}}n^{-a}}, voor {\displaystyle n=1,2,3,\ldots }
Daarin is
{\displaystyle \zeta (a)=\sum _{n=1}^{\infty }{\frac {1}{n^{a}}}},
de riemann-zèta-functie, gedefinieerd voor {\displaystyle a>1}.
De termen zèta-verdeling en zipfverdeling worden soms door elkaar gebruikt, hoewel ze niet identiek zijn. Een zipfverdeling gedefinieerd voor alle gehele waarden is een zèta-verdeling.

## Momenten
Als de stochastische variabele {\displaystyle X} een zèta-verdeling met parameter {\displaystyle a} heeft, wordt
het {\displaystyle k}-de moment gegeven door:
{\displaystyle \mathrm {E} (X^{k})={\frac {1}{\zeta (a)}}\sum _{n=1}^{\infty }{\frac {1}{n^{a-k}}}}
Deze reeks is alleen convergent voor {\displaystyle a-k>1}, zodat
{\displaystyle \mathrm {E} (X^{k})={\begin{cases}\zeta (a-k)/\zeta (a)&{\text{ voor }}k<a-1\\\infty &{\text{ voor }}k\geq a-1\end{cases}}}